# Деньгин, Вадим Евгеньевич
Вади́м Евге́ньевич Де́ньгин (род. 23 сентября 1980) — российский государственный и политический деятель, сенатор Российской Федерации — представитель от исполнительного органа государственной власти Брянской области. Член Комитета Совета Федерации по бюджету и финансовым рынкам. 
Из-за поддержки нарушения территориальной целостности Украины во время российско-украинской войны находится под персональными международными санкциями Евросоюза, США, Великобритании и ряда других стран.

## Биография
Родился в 1980 году в городе Обнинске Калужской области, учился в обнинской школе № 3. В 2004 году окончил Московский государственный университет экономики, статистики и информатики. Трудовую деятельность начал в 1997 году в должности педагога-организатора Обнинского Центра внешкольной работы. До избрания работал в партийных структурах ЛДПР, руководил Молодёжной организации ЛДПР. Являлся старшим специалистом Комитета Государственной Думы по делам молодёжи.
Депутат Государственной Думы РФ VI созыва, избрался в составе федерального списка кандидатов, выдвинутого партией ЛДПР (региональная группа: Новосибирская область). В Государственной Думе VI созыва занимал пост первого заместителя председателя Комитета Государственной Думы по информационной политике, информационным технологиям и связи. Курировал Молодёжную организацию ЛДПР.
Кандидат в губернаторы Калужской области от ЛДПР на выборах 13 сентября 2015 года. По итогам голосования занял третье место, набрав 8,36 % голосов.

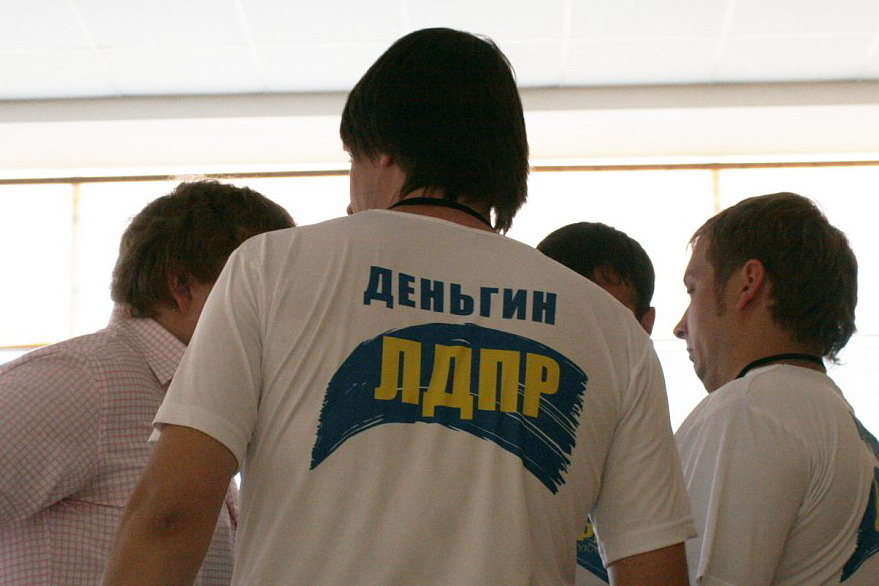

Возглавлял список кандидатов в депутаты Законодательного Собрания Калужской области по партийностью списку, выдвинутому партией ЛДПР, на выборах 13 сентября 2015 года. По итогам голосования партия заняла второе место, набрав 10,5 % голосов.
Являлся депутатом Государственной Думы РФ VII созыва, избрался в составе федерального списка кандидатов, выдвинутому партией ЛДПР (региональная группа: Калужская область и Брянская область).
В Государственной Думе РФ VII созыва занимал должность Первого заместителя руководителя фракции ЛДПР. Входил в состав Комитета Государственной Думы по информационной политике, информационным технологиям и связи.
23 сентября 2020 года наделен полномочиями сенатора Российской Федерации — представителя от исполнительного органа государственной власти Брянской области.

## Законотворческая деятельность

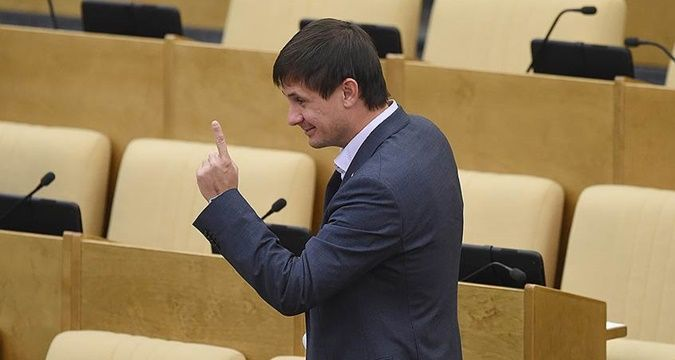

Один из инициаторов введения коридора 90/180 для иностранцев, въезжающих в РФ в безвизовом порядке, запрета иностранным интернет-компаниям хранить персональные данные россиян не на территории Российской Федерации.
Считает, что поисковики и хостинг-провайдеры должны строить дата-центры на территории России, чтобы это было под присмотром Роскомнадзора, а также, что «всё, что связано с интернетом, должно быть идентифицировано». Вместе с депутатами Владимиром Парахиным и Денисом Вороненковым в 2014 году стал автором законопроекта, снижающим иностранную долю в капитале любого российского СМИ до 20 % (по нынешних нормам: не более 50 % для эфирных телеканалов и радиостанций, которые вещают на территории, где проживает половина и более населения России, а также газет и журналов тиражом в 1 млн экземпляров и более), а также запрещающего гражданам других стран и россиянам с двойным гражданством выступать учредителями СМИ в России. Авторы активно ссылались на международный опыт, приведя в пример в пояснительной записке США, Испанию, Австралию, Индонезию, Канаду и Францию. Впрочем, согласно расследованию газеты «Ведомости», законотворцы опирались на неверные данные: из всех примеров прямые ограничения есть только во Франции, также были допущены фактологические ошибки касательно ограничений в Канаде и Австралии (где никаких ограничений нет, а порог в 20 % был отменен ещё в 2006 году). Опрошенные газетой руководители медиакомпаний указывали на то, что предложенные Думой ограничения сравнимы по жесткости с действующими в Китае и на Филиппинах, где иностранцам запрещены любые инвестиции в СМИ. Собеседники издания в госдуме РФ сообщали, что законопроект является инициативой администрации президента России По оценкам экспертов, закон осложнит деятельность общественно-политических СМИ и ухудшит состояние рынка, вызвав сокращение изданий и ударив по рынку распространения. Под закон попадают также сайты мобильных операторов, негосударственных пенсионных фондов (НПФ) и банков, имевшие статус СМИ. Совет по правам человека при Президенте РФ в своём экспертном заключении нашёл целый ряд недостатков в законе: дублирование норм других законов и одновременное противоречие с действующим законодательством, возможность легко обойти запрет. Несмотря на обращение СПЧ, профильный комитет Совета Федерации по конституционному законодательству и государственному строительству одобрил закон, и 1 октября закон был принят. 15 октября закон был подписан президентом РФ Владимиром Путиным.
В октябре 2014 года выступил с новой инициативой, запрещающей СМИ выступать с публикациями на темы, выходящие за пределы их основной специализации. Эта инициатива также вызвала единодушный протест специалистов: в частности, эксперт в области медиа В. Гатов отметил, что «его (Деньгина) понимание массовых коммуникаций не просто осталось в прошлом, оно описано Салтыковым-Щедриным в главе „Органчик“ („История одного города“). Так всегда бывает с малокультурными и недалёкими людьми, которые сталкиваются со сложными явлениями: они стремятся их „упорядочить“ по собственному разумению».
В октябре 2015 года совместно с депутатами Александром Ющенко (КПРФ) и Вадимом Харловым («Справедливая Россия») внёс проект поправок к закону о СМИ и КоАП, по которым СМИ, получающие средства из-за рубежа, обязаны сообщить об этом в течение 30 дней в Роскомнадзор. За нарушение полагается штраф, равный сумме полученных средств, а издатели или руководители — от 30 тыс. руб. до 50 тыс. руб. Неоднократное нарушение станет основанием для прекращения судом деятельности данного СМИ.

## Личная жизнь
Женат, воспитывает троих дочерей.